# アレスの翼
『アレスの翼』（アレスのつばさ）は、1986年にカプコンより稼働されたアーケードゲーム。縦スクロールシューティングゲームと横スクロールアクションゲームが交互に展開する。海外版タイトルは『Legendary Wings』。
北米では1988年にNintendo Entertainment Systemに移植されたほか、アーケード版は家庭用ゲーム機向けに収録・配信されている（#移植版）。

## ゲーム内容
8方向1レバー、2ボタンで操作を行う。5ステージ＆2周構成で全10ステージ。左側のボタンで対空攻撃、右側のボタンで縦スクロールでは対地攻撃、横スクロールではジャンプ。地上物や敵編隊を倒すことによってパワーアップアイテムが出現する。
2人同時プレイも可能で、1Pはミシェル・ハート（赤いビキニアーマーの女性）、2Pはケビン・ウォーカー（青いパンツの男性）として戦いに挑む。
最初の海外版はインストラクションカードのイラストが国内版のものを流用されているが、ミシェルの服の色が緑に変更されて、国内版にあったキャラクター紹介がカットされている。後に出た海外版は主人公のペアがケビンと違うグラフィックのパンツ姿の男性二人組になっている。

## ストーリー
人類が異星人のもたらした巨大コンピューター"ダーク"によって古代文明から超未来文明へと変革を遂げようとした時、 突如として"ダーク"が狂いだした。人々は次々と殺され、人類は正に滅亡の危機に瀕した――。
それを悲しんだ軍神アレスは、2人の若者に愛と勇気の翼を与え、人類の未来を託した。 もう時間はない。"ダーク"を破壊するのだ！飛び立て伝説の戦士たち!!

## 移植版
| No. | タイトル                           | 発売日                                    | 対応機種                            | 開発元   | 発売元      | メディア     | 型式                             | 売上本数 | 備考               |
| --- | ---------------------------------- | ----------------------------------------- | ----------------------------------- | -------- | ----------- | ------------ | -------------------------------- | -------- | ------------------ |
| 1   | Legendary Wings                    | 1988年7月                                 | NES                                 | カプコン | カプコンUSA | ロムカセット | NES-LE-USA                       | -        |                    |
| 2   | カプコン クラシックス コレクション | 2005年9月2日 2005年11月18日 2006年3月2日  | PlayStation 2                       | カプコン | カプコン    | DVD-ROM      | SLUS-21316 SLES-53661 SLPM-66317 | -        | アーケード版の移植 |
| 3   | Capcom Classics Collection Remixed | 2006年3月22日 2006年7月21日               | PlayStation Portable                | カプコン | カプコン    | UMD          | ULUS-10097 ULES-00347            | -        | アーケード版の移植 |
| 4   | カプコンアーケードキャビネット     | 2013年2月19日 2013年2月20日 2013年3月4日  | PlayStation 3 (PlayStation Network) | カプコン | カプコン    | ダウンロード | NPJB-00210                       | -        | アーケード版の移植 |
| 5   | カプコンアーケードキャビネット     | 2013年2月20日 2013年2月21日 2013年3月20日 | Xbox 360 (Xbox Live Aracde)         | カプコン | カプコン    | ダウンロード | -                                | -        | アーケード版の移植 |
| 6   | カプコンアーケードスタジアム       | INT 2021年2月18日                         | Nintendo Switch                     |          | カプコン    | ダウンロード | -                                | -        | アーケード版の移植 |
| 7   | カプコンアーケードスタジアム       | INT 2021年5月25日                         | PlayStation 4 Xbox One PC(Steam)    |          | カプコン    | ダウンロード | -                                | -        | アーケード版の移植 |

ファミリーコンピュータ版も当初発売される予定だったが中止になっている。

## スタッフ
NES版
- 企画：MOOMIN HIROYUKI（河野浩行）、FNISH HIROSHI（松本裕司）、A.K（北村玲）
- キャラクター・デザイナー：YASUKICHI（岸本泰明）、MANASHI（本間雅子）、YU KI、IRON ORIH（松村ひろのり）、TOM PON（富田直哉）、A.K（北村玲）
- プログラマー：NANNO NO OHESO、MOE、H.M.D（松嶋延幸）
- サウンド・プログラマー：TMAYOCHAN（河本圭代）、CHANCHACORIN MANAMI（松前真奈美）、YUUKICHAN'S PAPA（坂口由洋）
- ディレクター：PISTON.TAKASHI（西山隆志）

## 評価
アーケード版
1991年に刊行されたゲーメストムック『ザ・ベストゲーム』の紹介文では、「バックのサウンドがなかなか渋い」と評されている。